# Aaron Glascock
Aaron Glasgock é um sonoplasta americano. Como reconhecimento, foi nomeado ao Oscar 2015 na categoria de Melhor Edição de Som por Birdman or (The Unexpected Virtue of Ignorance).